# Brytyjskie Wyspy Dziewicze na Letnich Igrzyskach Olimpijskich 1992
Brytyjskie Wyspy Dziewicze na Letnich Igrzyskach Olimpijskich 1992 reprezentowało 4 zawodników, sami mężczyźni.

## Lekkoatletyka
- Karl Scatliffe

skok wzwyż – 39. miejsce

## Żeglarstwo
- Robert Hirst, John Shirley, Robin Tattersall

Klasa Soling – 17. miejsce